# Asteropeo

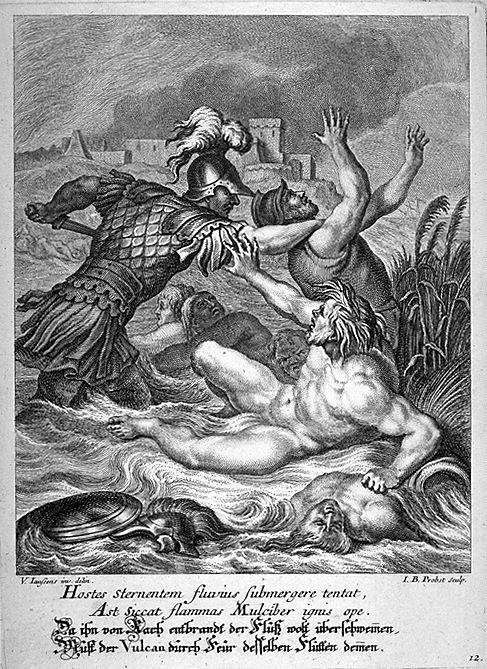
Aquiles combatiendo en el río. Aguafuerte del s. XVIII de Johann Balthasar Probst (1673 - 1748). Museo de Bellas Artes de San Francisco.

En la mitología griega, Asteropeo es un héroe peonio, hijo de Pelegón y nieto del dios-río Axio, nombrado en la Ilíada. Según el relato, Asteropeo desafía a Aquiles junto al río Escamandro. Le arrojó dos lanzas a la vez, pues era Asteropeo un guerrero ambidextro, alcanzando una el codo derecho de Aquiles, «y nebulosa sangre de él brotó». Le lanzó Aquiles a su vez su poderosa lanza de fresno, que quedó clavada en la orilla del Escamandro. Cuando el caudillo peonio intentaba desclavar dicha lanza del suelo, le alcanzó el Eácida con su espada junto al ombligo, abriéndole el vientre. Una vez muerto Asteropeo, pronunció Aquiles un jactancioso discurso junto al cadáver menospreciando el linaje del héroe derrotado, al que abandonó en la orilla dejándolo, según el poema, a merced de anguilas y peces.